# Église Saint-Clément de Pont-de-Beauvoisin
L'église Saint-Clément est l'église paroissiale de la commune de Pont-de-Beauvoisin dans le département d'Isère.

## Description
L'église Saint-Clément a la particularité d'être orientée avec son abside tournée vers l'ouest.